# Naqsh-e Rostam

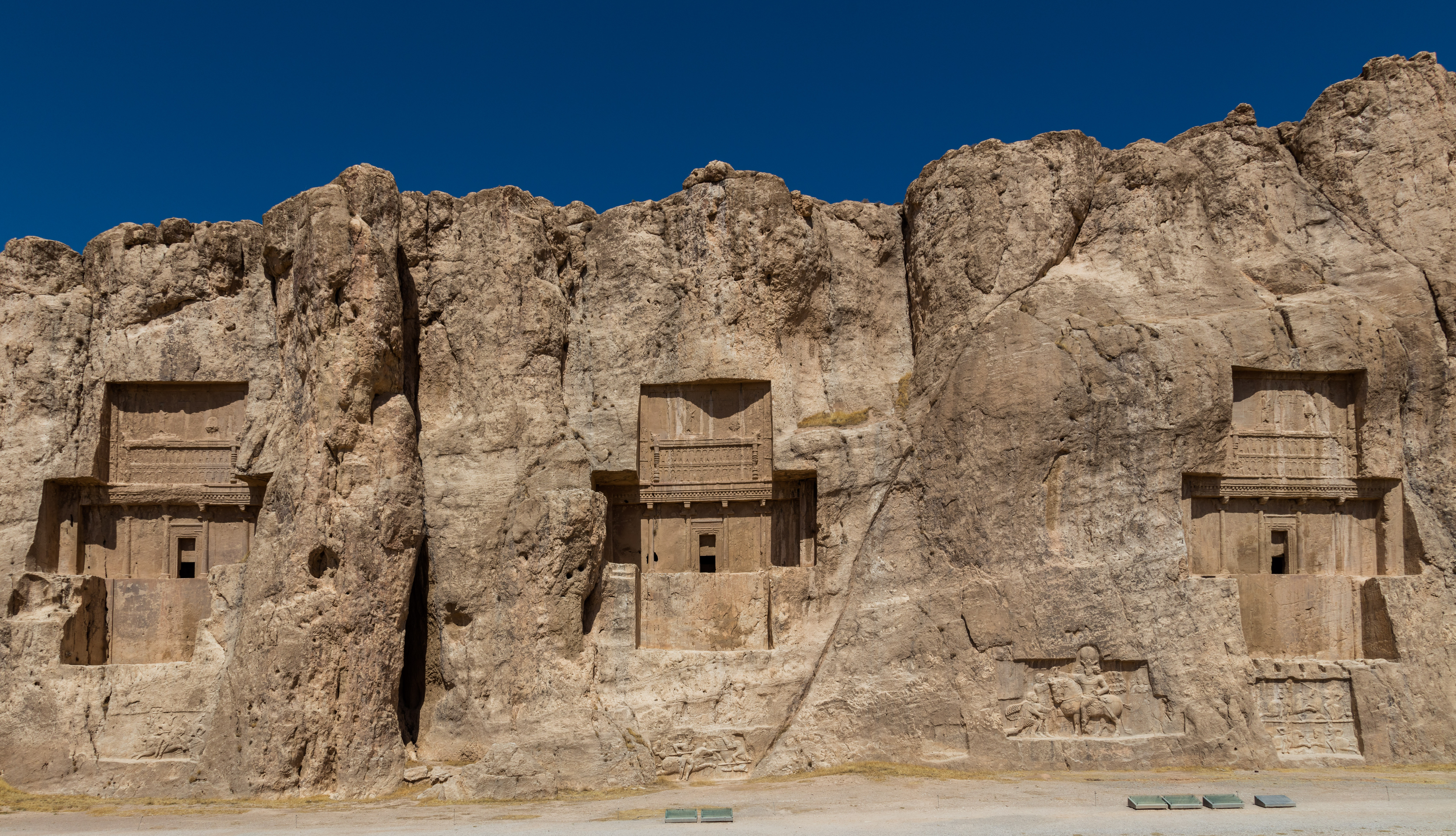
Naqsh-e Rostam, cerca de Shiraz.

Naqsh I-Rustam (también conocido como Naqš-i Rustam, en persa mod. نقش  رستم Naqš-i Rustam [næqʃe  ɾostæm]) es un sitio arqueológico situado a unos nueve kilómetros al noroeste de Persépolis, en la provincia de Fars, en Irán. Se trata de una necrópolis que contiene un grupo de tumbas de los reyes aqueménidas, unos relieves en roca iraníes tallados en el acantilado, tanto de la época sasánida y el cubo de Zoroastro o  Ka'ba-i-Zartosht, un edificio religioso zoroástrico muy importante. Queda a unos pocos cientos de metros de Naqsh-e Rajab, que contiene otro grupo añadido de relieves sasánidas. 
Este emplazamiento es llamado Næqš-e Rostæm, "el retrato de Rostam", porque los persas pensaban que los bajorrelieves sasánidas bajo las tumbas representaban a Rostam, un héroe mitológico persa. Hay también siete grandes bajorrelieves en la roca de Naqsh-e Rustam, bajo las tumbas, esculturas mandadas hacer por los reyes sasánidas. Frente a la roca se encuentra Ka'ba-i-Zartosht, un monumento zoroástrico. En el extremo del sitio se encuentran dos pequeños altares de fuego.
Naqsh I- Rustam es una pared rocosa que tiene talladas cuatro tumbas reales aqueménidas rupestres, cruciformes y con bajorrelieves. Una de ellas, de acuerdo a la inscripción cuneiforme que presenta (véase inscripción DNa), es la tumba de Darío I, y las otras tres, a ambos lados de la de Darío I, son las de Jerjes I, Artajerjes I y Darío II, aunque no tienen ninguna inscripción que permita identificarlas con certeza. En la montaña de detrás de Persépolis hay otras dos tumbas semejantes, pertenecientes probablemente a Artajerjes II y Artajerjes III, además de una tumba inacabada que podría ser de Darío III, el último rey de la dinastía aqueménida, que fue derrocado por Alejandro Magno.
La tumba de Darío es uno de los dos modelos de tumbas del arte persa del periodo aqueménida y el prototipo de otras tumbas aqueménidas. Se trata de una tumba excavada en roca como los hipogeos egipcios; el otro modelo es el de la tumba de Ciro, en Pasargadas.
El 22 de mayo de 1997 el conjunto «Nasqsh-e Rostam y Naqsh-e Rajab» fue inscrito en la Lista Indicativa de Irán —paso previo a ser declarado Patrimonio de la Humanidad—, en la categoría de bien cultural (n.º ref 898).

Vista panorámica de Naqsh-e Rostam

## Las tumbas aqueménidas

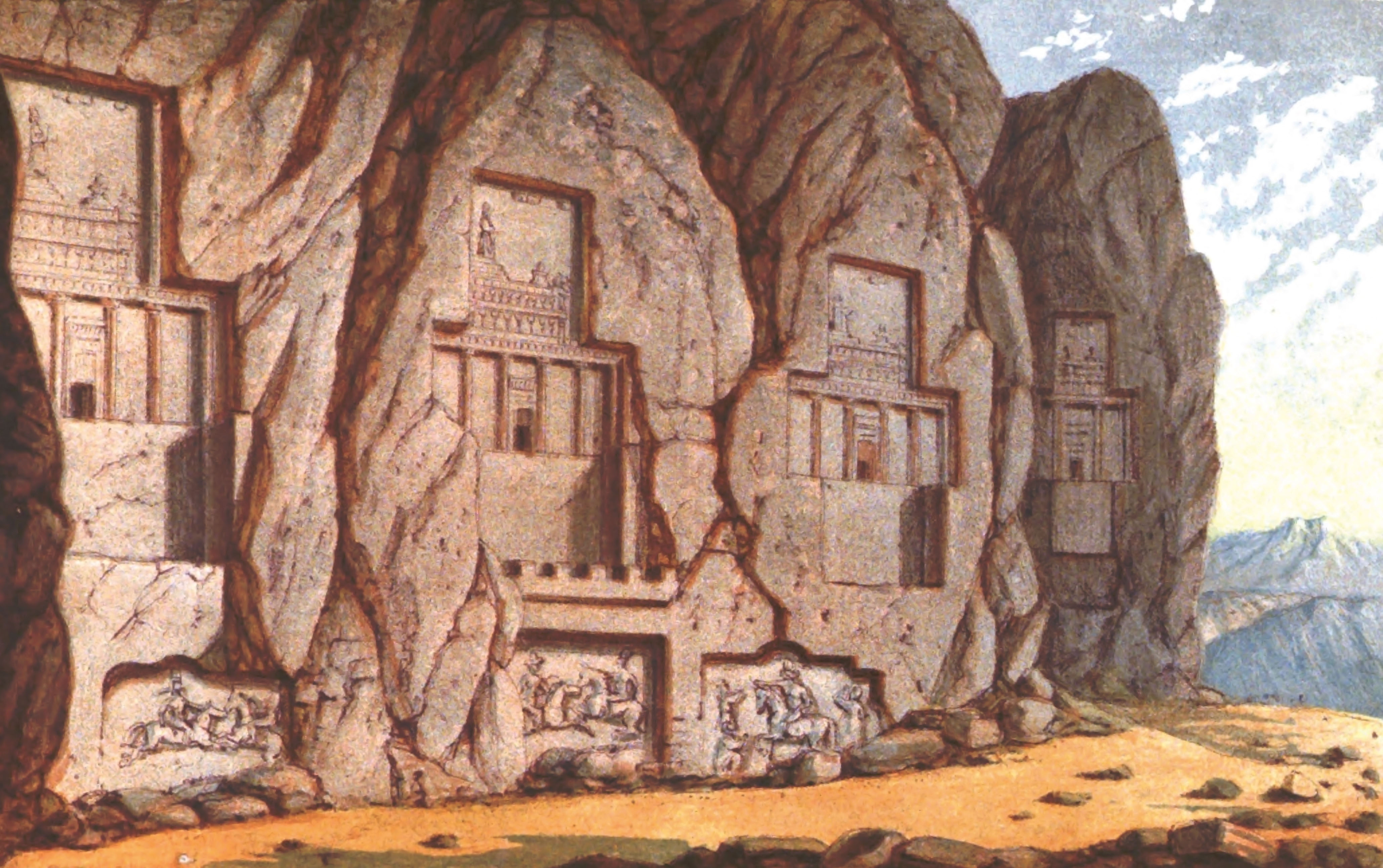
Fotografía coloreada de Naqsh-e Rostam editada por The National Geographic Magazine en abril de 1921.

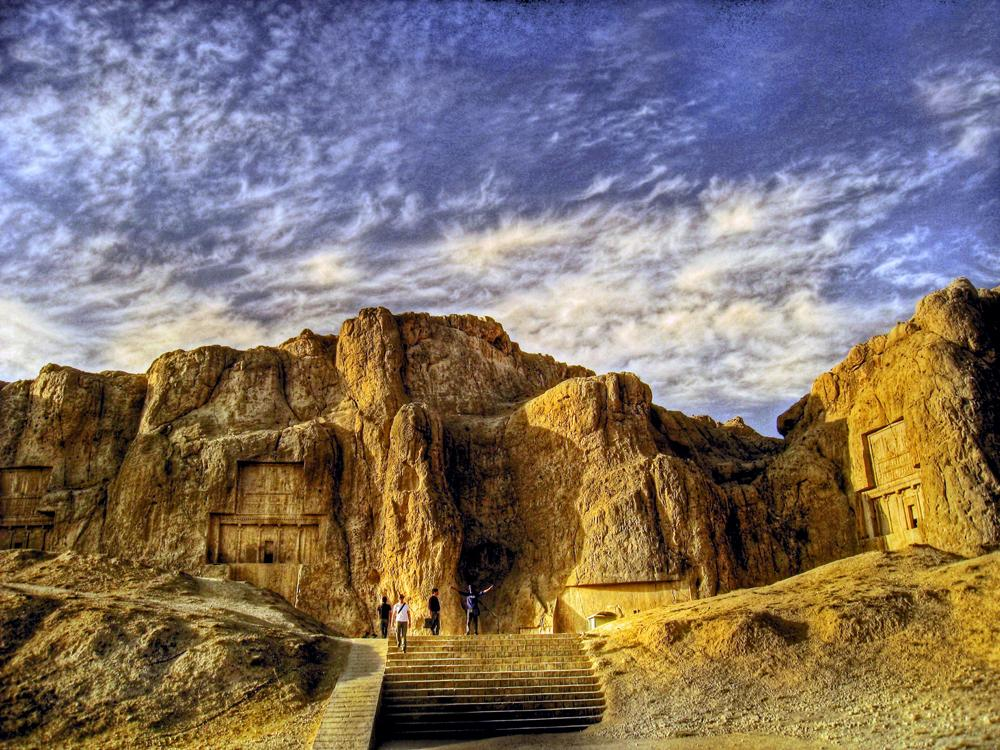
Naqsh-e Rostam 2008.

Cuatro tumbas pertenecientes a reyes aqueménidas están talladas en la pared de roca. Están a considerable altura por encima del terreno. 
Las tumbas se conocen localmente como las "cruces persas" por la forma de las fachadas de las tumbas. El lugar es conocido como salīb en árabe (صليب), quizás una corrupción de la palabra persa chalīpā, "cruz". La entrada a cada tumba está el centro de cada cruz, que se abre a un pasillo con tres cámaras y en cada hay tres tumbas. Probablemente, además del rey, sus parientes fueron enterrado en las tumbas. La parte superior de la cruz presenta el rey y la viga horizontal de cada una de las fachadas de la tumba se cree que es una réplica de la entrada del palacio Tachara en Persépolis.
Una de las tumbas está explícitamente identificada por una inscripción que la acompaña como la tumba de Darío I (r. 522-486 a. C.). Las otras tres tumbas se cree que son las de Jerjes I (r. 486-465 a. C.), Artajerjes I (r. 465-424 a. C.) y Darío II (r. 423-404 a. C.) respectivamente. Una quinta tumba, inacabada, pudo haber sido la de Artajerjes III, quien reinó como mucho dos años, pero más probablemente sea la de Darío III (r. 336-330 a. C.), el último de los reyes aqueménidas.
Las tumbas fueron saqueadas después de la conquista del imperio aqueménida por Alejandro Magno.

## Detalle de los bajorrelieves

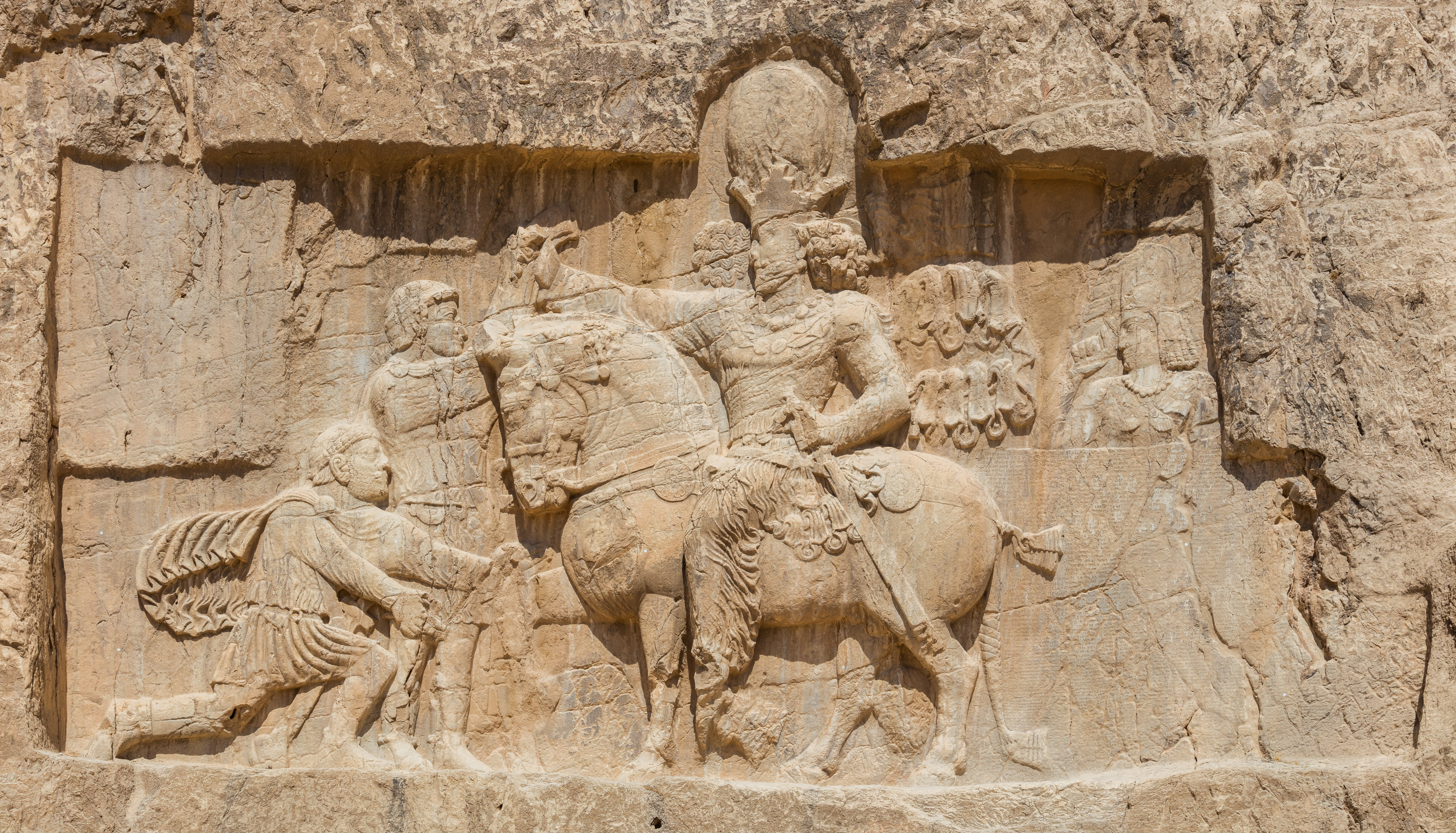
Uno de los bajorrelieves de Naqsh-e Rostam que representa el triunfo de Sapor I sobre el emperador romano Valeriano y sobre Filipo el Árabe.

1. El primero representa a Narsés (296-304), hijo mayor de Sapor I, siendo nombrado rey por la diosa Anāhītā (Nahid en persa moderno). Dicen que Narsés tomó el poder después de un golpe de Estado, contra Bahram lll.
2. El segundo bajorrelieve está situado bajo la parte inferior de la tumba de Darío I y se compone de dos escenas. La superior representa a Bahram II (277-293) combatiendo al enemigo. Posiblemente, la parte inferior muestra la batalla de Bahram lll contra un enemigo.
3. El tercero representa la conquista de Sapor I sobre Valeriano, emperador romano. En este bajorrelieve, Sapor I está sentado sobre un caballo y Valeriano es arrestado por Sapor l. También, enfrente de Sapor está arrodillado el Filipo el árabe, otro empreador romano. Más, en la parte arriba a la derecha se puede visitar el bajorrelieve de Kartir, un sacerdote zoroástrico.
4. El cuarto bajorrelieve enseña la conquista de Ormuz II, un rey sasánida.
5. El quinto, es una escultura que representa a Sapor ll batiendo a sus enemigos.
6. El sexto bajorrelieve representa a Bahram II (277-293). El rey está de pie y a sus lados están los cortes. Desafortunadamente, este relieve se grabó en un relieve elimate, cuyo aproximadamente se remonta a hace 3000.
7. Representación del fundador de los sasánidas, Ardashir I (226-242), este bajorrelieve lo representa siendo nombrado rey por Ahura Mazda.

### Inscripción de Darío el Grande en Naqsh I-Rustam

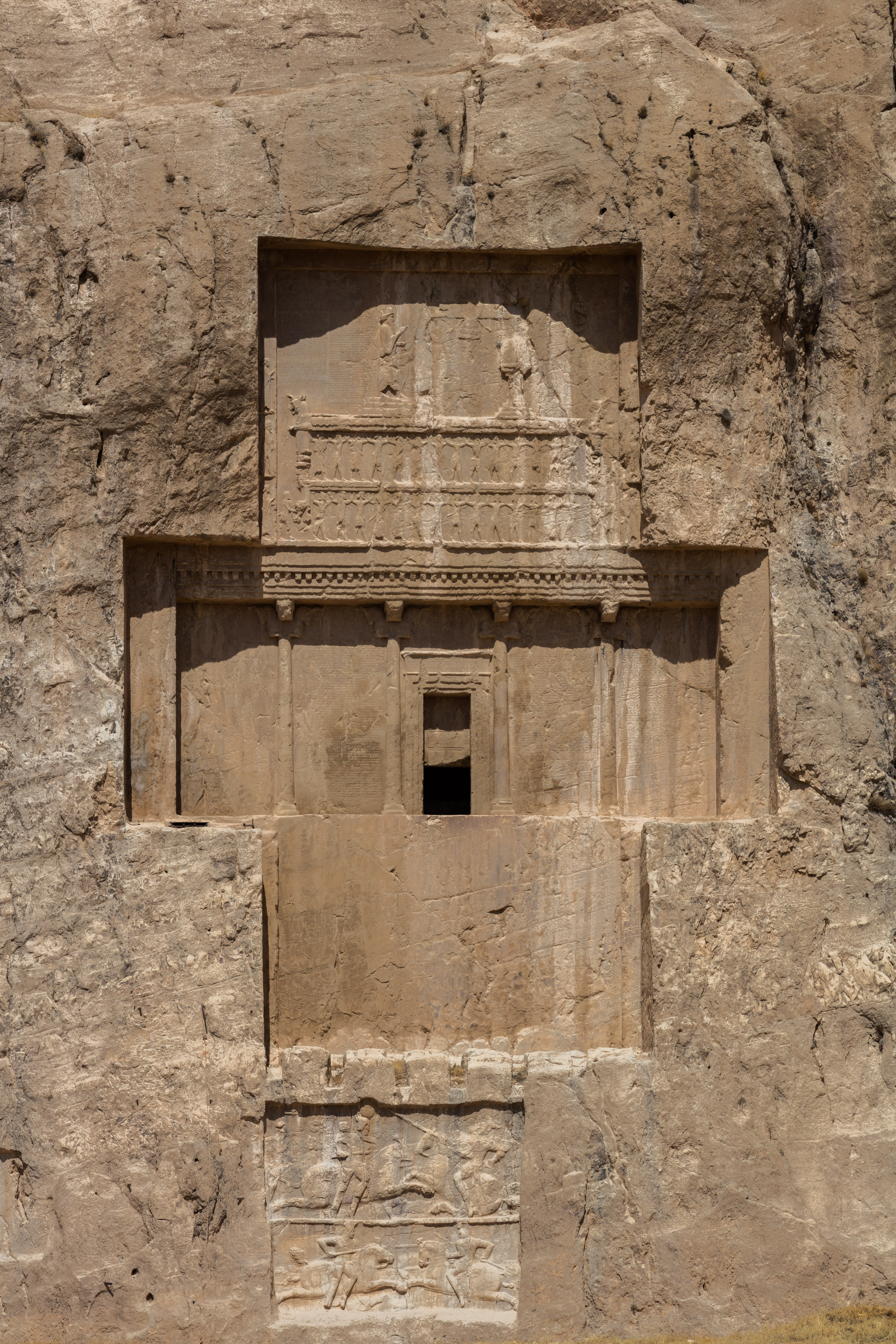
Otra tumba y un bajorrelieve debajo.

La tumba de Darío I  es la más grandiosa; cuenta en su entrada con cuatro columnas decoradas por una hilera de personajes, presidida por la figura de un rey ornado ante un altar de fuego, con el pie sobre un estrado.
Texto traducido de la inscripción:

Tumbas de los reyes aqueménidas.

1. Ahura Mazda es el gran Dios, que creó esta tierra, que creó el cielo, que creó al hombre, que creó la felicidad para el hombre, que ha hecho a Darío rey, el rey de reyes, un señor para muchos.
2. Soy Darío el Gran Rey, Rey de Reyes, Rey de países que contienen todo tipo de hombres, Rey de grandes territorios de esta gran Tierra, hijo de Histaspes, un aqueménida, un persa, hijo de un persa, un ario, que tiene una ascendencia aria.
3. Darío el Grande dice: Por el favor de Ahura Mazda, estos son los países que he tomado fuera de Persia; he reinado sobre ellos, me han pagado un tributo; lo que les ha sido dicho por mí, lo han hecho; mi ley los ha sometido firmemente: Media, Elam, Partia, Aria, Bactriana, Sogdiana, Corasmia, Drangiana, Aracosia, Satagidia, Gandhara, Sind, Amirgia, escitas, escitas de gorros puntiagudos, Babilonia, Asiria, Arabia, Egipto, Armenia, Capadocia, Sardes, Jonia, los escitas del otro lado del mar, Skudra, los jonios que llevan pétasos, Libia, Etiopía, los hombres de Maka, Caria.
4. Darío el Grande dice: Ahura Mazda, cuando vio la tierra con emoción, me la otorgó, me hizo Rey; soy Rey. Por el favor de Ahura Mazda, la someto a su lugar; lo que os digo, lo que han hecho, tal y como era mi deseo. Si pensáis "¿Cuántos países ha conquistado el Rey Darío?" Mirad las esculturas de aquellos que están sobre el trono, enseguida lo sabréis, enseguida será conocido por vosotros: la lanza del hombre persa ha ido muy lejos; enseguida será conocido por vosotros: un hombre persa ha librado batallas muy lejos de Persia.
5. Darío el Rey dice: Lo que ha sido hecho, lo he hecho por la voluntad de Ahura Mazda. Ahura Mazda me ha prestado ayuda hasta que yo hiciera el trabajo. Que Ahura Mazda me proteja del mal, así como a mi casa real y a esta tierra: ¡Ruego a Ahura Mazda, que Ahura Mazda me lo de!
6. Oh hombre, lo que es el mandato de Ahura Mazda, que no os repugne; no os apartéis del buen camino; no os levantéis en rebelión!

sinceramente, por esta inscripción se reconocen las naciones sometidas del imperio aqueménida cuyas se han representado en la escalinata oriental del palacio Apadana.

## El cubo de Zoroastro o  Ka'ba-i-Zartosht
Enfrente de las tumbas aqueménidas y los bajorrelieves sasánidas, existe un edificio religioso zoroástico, se llama Ka'ba-i-Zartosht. Lo más posible es que este edificio fue un tesoro de guardar el libro sagrado de los zoroástricos, Avesta. Además, alrededor de la pared del cubo de Zoroastro se puede ver algunas inscripciones sasánidas, fueron inscrito por orden de Sapor I y Kartir.

## Véase también

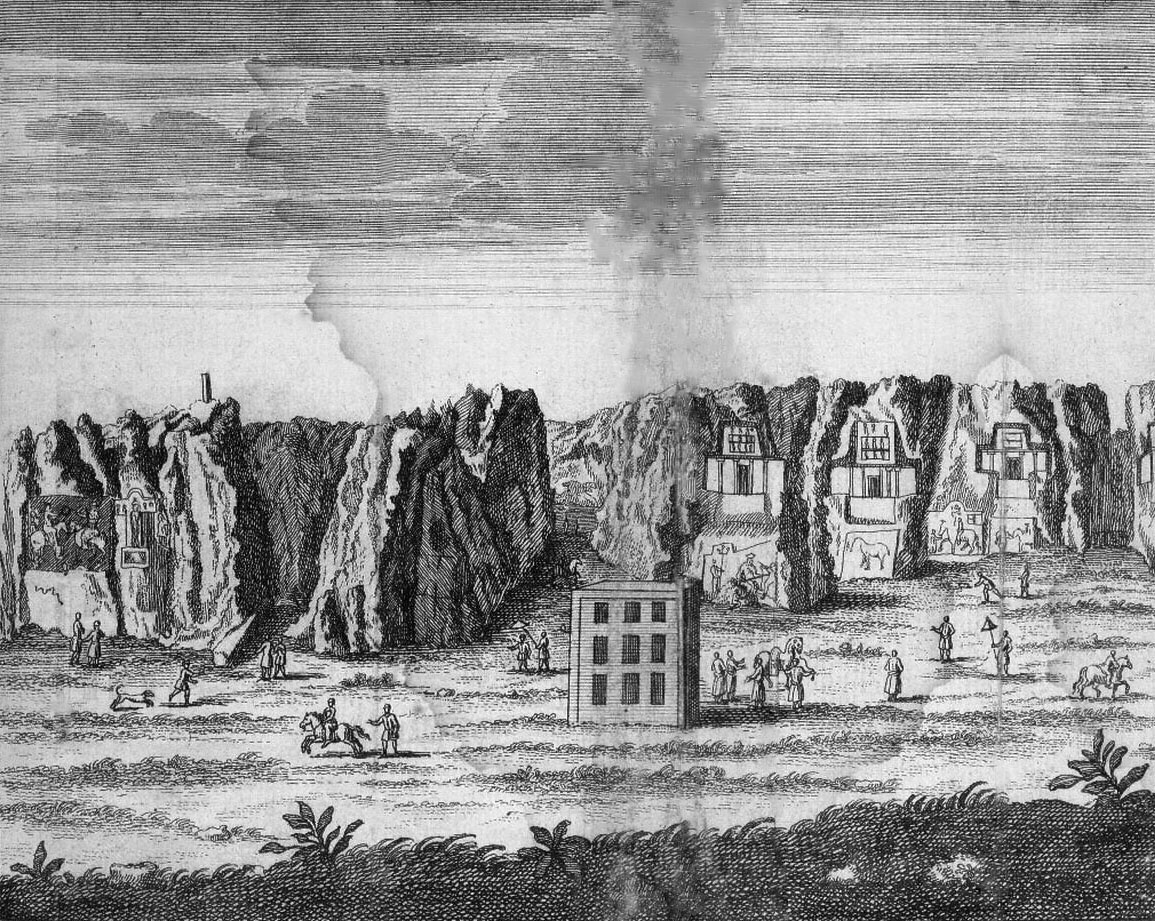
Naqsh-e Rostam vista por Chardin en su viaje a Persia en 1723.